# 2-й Муринский проспект
2-й Му́ринский проспект — проспект в Выборгском районе Санкт-Петербурга. Назван по селу Мурину, имению графов Воронцовых, по трассе одной из дорог к которому этот проспект был проложен. Проходит от Светлановской площади до площади Мужества. Общая протяжённость — 2 км. Является частью Центральной дуговой магистрали, фактически продолжая на восток проспект Непокорённых, а на запад — проспект Испытателей.

## История

### Возникновение
В XVIII веке на месте проспекта проходил сельский тракт, соединявший Выборгскую дорогу (современный проспект Энгельса) с имением Спасская мыза (в районе современной площади Мужества), от которого по Большой Спасской улице (нынешний проспект Непокорённых) путь продолжался в направлении колонии Гражданка и далее к селу Мурино — центру одноимённой волости Петербургского уезда и дачному месту, популярному среди петербургской знати первой половины XIX века.
В 1811 году в эти места был переведён из Царского села Лесной институт, давший своё имя Лесному, как новому пригородному району Петербурга. Изначально Лесному институту Александр I выделил 288 гектаров земли и лесов бывшей Английской фермы. Однако в правление Николая I система высшего образования России оказалась в опале. На голодном пайке оказался и Лесной институт, которому для покрытия расходов в 1831 году царь милостиво разрешил распродать часть своих земель частным лицам. В 1832 году по результатам этой распродажи возникло 29 частных землевладений, которые, вместе с институтом, затем вошли в состав новой административно-территориальной единицы в составе Петербургского уезда — пригородного Лесного участка.
Основные элементы сетки улиц, запроектированных в Лесном в 1833-1835 годах, сохранились до наших дней, и в их числе наиболее протяжённая из них, Муринский проспект. По логике именования улиц города, он должен был получить название Большой Муринской улицы: ведь Средняя и Малая Муринская улицы уже давно существовали в смежном с Лесным II участке Выборгской части Петербурга (см. план города 1906 года). Однако вместо этого в 1907 году статус Малой Муринской улицы был понижен до переулка, а равной ей по длине Средней Муринской — повышен до проспекта. Причиной катавасии и неразберихи с двумя соседними одноимёнными проспектами была административная обособленность территорий, по которым они проходили параллельно друг другу на расстоянии чуть больше версты: Муринский проспект, проходивший к югу от Лесного института, относился к столице, а его северный «двойник» — к Петербургскому уезду Петербургской губернии, в составе которого Лесной имел особый статус пригородного участка. Карты города упорно игнорировали добавку числительных «1-й» и «2-й» к этим именам вплоть до революции: на карте Петрограда 1917 года 2-й Муринский назван просто Муринским. Только на картах советского времени (например, 1925 года использование числительных «1-й» и «2-й» в именах двух Муринских проспектов пришло в порядок.
Одной из достопримечательностей всего Лесного была Круглая площадь, делившая Муринский проспект примерно посередине, на пересечении с Институтским проспектом. В центре площади находился пруд, вырытый ещё в 1834 году. В 1856 году с теми же тривиальными противопожарными целями к северу от него вырыли ещё один, Серебряный пруд. В 1900 году дачевладельцы во главе с тайным советником В. Евреиновым получили разрешение выстроить у Круглого пруда временную деревянную церковь с одноярусной колокольней на период сбора средств на будущую постройку каменного храма на 800-1000 человек. Проект церкви составил И. Т. Соколов, который затем совместно с гражданским инженером В. В. Сарандинаки и руководил строительством под наблюдением комитета во главе с о. Философом Орнатским. 22 апреля 1901 года церковь была заложена, и уже 17 июня 1901 года освящена во имя апостолов Петра и Павла.
К началу 1910-х годов Муринский проспект вымостили, а к январю 1913 года провели и электрическое уличное освещение взамен керосиновых фонарей.
В 1914 году в доме № 12 открылся приют имени генерал-майора М. Н. Евреинова для вдов и сирот офицеров гвардейского корпуса. На освящении здания присутствовал великий князь Николай Николаевич. В настоящее время в здании приюта размещается профессиональное училище № 76. в 2010 году было принято решение объединить ПУ № 76 и Невский политехнический лицей им. Неболсина, располагающийся на 2-м Муринском проспекте в доме № 32.
Однако сельская идиллия Лесного с прудом и церквушкой посреди главной улицы дачного посёлка приходила во всё более глубокое противоречие с жёсткими требованиями эпохи капиталистической индустриализации и градостроительства. Уже в 1887 году в Лесной проложили рельсы «парового трамвая» — фактически, паровоза с вагончиками типа конки. Его маршрут был проложен вдоль всего Большого Сампсониевского проспекта от клиники баронета Виллие вплоть до пересечения с Новосильцевской улицей, по которой проходила граница города и Лесного участка. Свернув на Новосильцевскую, паровоз продолжал свой путь вдоль северного края парка Лесного института, а на пересечении с Большой Объездной улицей (ныне улица Орбели) сворачивал на неё налево и шёл по ней до Муринского проспекта, где после правого поворота завершал свой путь у Круглого пруда, находившегося на пересечении с Институтским проспектом.
В 1907 году маршрут паровика продлили от Круглого пруда по всему Муринскому проспекту до дороги в Сосновку, выводившей к  Политехническому институту. Линия была однопутная, с разъездами. В 1913 году вместо парового трамвая пустили электрический, для которого проложили вторые пути на всём протяжении Муринского проспекта, включая объездную дугу по северному полукружию Круглой площади. При таком техническом решении компактность сельской площади обернулась для дачников и прихожан церкви немалым злом, и не только из-за адского скрежета который издавали двухосные вагоны на поворотах малого радиуса. Хуже всего было то, что при наличии выхода на обе стороны вагонов из-за эффекта выноса вагонов встреча двух составов на дуге Круглой площади грозила здоровью и даже жизни пассажиров, неосторожно высунувшихся с площадок и из окон.

### Советская застройка
Последний недостаток устранили только в 1920-е годы, когда встречные пути трамвая развели по разные стороны Круглой площади. Но и это техническое решение оказалось временным: дуги малого радиуса не только тормозили движение, но и вступали в противоречие с требованиями к путевому хозяйству, предъявляемыми со стороны нового, 4-осного подвижного состава трамвая. К 1933 году, когда на улицы Ленинграда вышли первые «американки», Круглый пруд пришлось засыпать, после чего трамвайная линия по 2-му Муринскому стала «прямой, как стрела».
В целом, социальные перемены после Октябрьской революции привели жизнь Лесного, как места летнего отдыха буржуазной элиты столицы, в состояние застоя. Многие зажиточные дачники эмигрировали, а полезная жилая площадь и качества их одноэтажных домиков были часто неприемлемыми для полноценного круглогодичного проживания в них на постоянной основе. Одним из свидетельств оттока населения из Лесного стало прекращение движения трамваев в восточной половине 2-го Муринского: не доходя до Старопарголовского проспекта, 21-й маршрут оборачивался вокруг Круглого пруда. Соответственно, резко сократилось и число прихожан церкви у пруда, в связи с чем решением Президиума ВЦИК от 9 августа 1935 года церковь Петра и Павла в Лесном была закрыта, а затем демонтирована.
Некоторое оживление в жизни бывшего дачного посёлка наблюдалось в годы нэпа. На пересечении 2-го Муринского и Английского проспектов в летнее время устраивалась карусель, движимая живой силой. На углу Болотной улицы до конца 1920-х годов работал театр. В двухэтажном доме на перекрёстке с Институтским проспектом торговали детскими игрушками, а на пересечении с проспектом Энгельса находился Колхозный (или Светлановский) рынок.
В 1927 году на смену нэпу пришла эпоха социалистической индустриализации. Коренное переобустройство района началось уже в 1-й пятилетке. Как уже говорилось, засыпка Круглого пруда позволила спрямить трамвайные пути, ускорить движение и повысить можность пассажиропотока по 2-му Муринскому в сторону Кушелевской промзоны и Политехнического института. Впрочем, трамвайная остановка ещё долго называлась «Круглый пруд», а автомобильная трасса продолжала огибать засыпанный водоём.
По завершении послевоенного восстановления города, в соответствии с Генеральным планом развития Ленинграда на 1956-65 годы жилая застройка 2-го Муринского проспекта и всего Лесного активизировалась. В первое послевоенное десятилетие это были «сталинки», возводимые в индивидуальном порядке на месте некоторых обветшавших или уничтоженных в войну деревянных домов; в начале 1960-х — некоторое количество «хрущёвок». Максимального размаха застройка достигла в «золотую эпоху» Брежнева. На участке, прилегающем к площади Мужества, был возведён единый архитектурный комплекс зданий по проекту Л. Л. Шретера. В 1962 году для жителей района был построен кинотеатр «Выборгский» (дом № 36), бездумно снесённый в 2016 году, несмотря на то, что перед этим были вложены немалые средства в его реконструкцию, после которой он на некоторое время вновь открылся под названием «Пилот».
Сам проспект 8 февраля 1971 года был переименован в проспект Шверника — в честь видного государственного деятеля СССР Николая Михайловича Шверника, умершего в 1970 году.
В 1982 году на пересечении проспекта Шверника и Институтского проспектов построено здание ЗАГСа, где регистрировали свои браки певица Эдита Пьеха, музыкальный критик Алексей Булыгин, депутат Галина Старовойтова.

### Современное положение
7 июля 1993 года проспекту вернули историческое название 2-й Муринский. Интересным фактом является то, что на проспекте Шверника с 1964 вплоть до самой смерти в 1999 году жил академик Дмитрий Сергеевич Лихачёв, который мечтал, чтобы проспекту вернули историческое название.
С конца 1990-х годов строительная и реконструкционная деятельность на проспекте сводилась в основном к переделке существующих и возведению новых торговых зон. Рядом с кинотеатром «Выборгский» (дом № 38) было построено здание торгового центра «Клондайк».
С 2000 по 2002 год проводилась реконструкция близлежащего пейзажного парка у Серебряного пруда.
Не миновал проспект и кампании уплотнительной застройки, развёрнутой в городе при губернаторе В. Матвиенко. В 2009 году ради нового строительства элитарного жилого комплекса в парковой зоне (застройщик «Паркового» — ГК «ЦДС»; получил адрес по улице Орбели) был уничтожен многофункциональный торгово-бытовой центр (дом № 22), возведённый в 1960-х годах по типовому проекту («Клён»; позднее — магазин «Макдак»).
На доме № 3 до сих пор сохраняется старое советское название — проспект Шверника.

## Трассировка
- Проспект начинается от Светлановской площади
- проспект пересекает улицу Орбели
- влево в сторону Серебряного пруда отходит безымянный проезд, ранее называвшийся Широким переулком
- проспект пересекает Институтский проспект
- проспект пересекает Болотную улицу
- справа вливается проспект Пархоменко
- проспект упирается в площадь Мужества.

## Примечательные здания и сооружения
- Дом № 12, корпус 3 —  памятник архитектуры[10]. Здание больницы В. Б. Перовской для бедных (была известна в народе как Ольгин приют). Больница была построена на собственные средства В. Б. Перовской. Построено в 1913 году[11] (по другим данным 1911—1912 год[12], указываются также 1910-е годы[13]) по проекту архитекторов В. И. Ван-дер-Гюхта и Г. Е. Гинца. Изначально строилась санаторная лечебница, но в 1914 году началась Первая мировая война, и в больнице был открыт лазарет на 75 коек. В. Б. Перовская продолжала содержать теперь уже госпиталь на свои средства. В 1918 году она выступила инициатором открытия в здании клиники для больных костным туберкулёзом. Когда в 1930 году был открыт первый в стране Институт хирургического туберкулёза и костно-суставных заболеваний (позже Ленинградский НИИ хирургического туберкулёза), здесь разместилась детская клиника, существующая и сейчас.
- Дом № 18 корп. 3 — среди краеведов известен как «дом с охранной грамотой», единственный на всем проспекте одноэтажный деревянный оштукатуренный дом. По одной из версий, дом принадлежит наследникам человека, некогда служившего шофёром у М. И. Калинина[14][15].
- Дом № 23 — дом принадлежал Надежде Игнатьевне Глазуновой, жене городского головы Санкт-Петербурга Ильи Ивановича Глазунова[16]
- Дом № 24, корпус 1 — Школа-интернат № 33 Выборгского района для слабослышащих детей.
- Дом № 27 — в этом доме с 1969 по 1985 год жил член КПСС с 1915 года, участник Великой Октябрьской социалистической революции, дважды Герой Социалистического Труда Василий Петрович Виноградов. На фасаде здания установлена мемориальная доска.
- Дом № 28 — ФГУП НПО «Радиевый институт им. В. Г. Хлопина».
- Дом № 31 — доходный дом Забелиной, 1913. Надстроен в 1968 году до пяти этажей. В доме находилась фотомастерская К. Лабуца[17]. В 2015 году здание признали аварийным и расселили[18]. В 2016 году КГИОП отказался присвоить дому охранный статус, мотивировав тем, что он имеет «заурядное архитектурно-художественное решение» и представляет собой «ипичный для рядовой жилой застройки периферийных районов Санкт-Петербурга образец доходного дома»[19].
- Дом № 34/1 — в этом доме с 1964 года жил академик АН СССР и РАН, Герой Социалистического Труда Дмитрий Сергеевич Лихачёв. В 2000 году, через год после смерти Д. С. Лихачёва, на фасаде здания была укреплена мемориальная доска. В этом же доме в 1964—1992 годах проживала советский лингвист, член-корреспондент АН СССР и РАН Агния Васильевна Десницкая, в память о чём 25 июня 2015 года на здании установлена мемориальная доска. Перед домом находится Сквер Академика Лихачева[20][21].
- Дом № 35 лит. А — здание было построено в 1931 году в стиле конструктивизма советским архитектором Троцким Н. А. в комплексе с мастерской у юго-восточного крыла (дом № 35 лит. Ж). Оно было реконструировано в 1960 годах с надстройкой 3 этажа. В нём располагается СПб ГБУЗ «Городская поликлиника № 14».
- Дом № 42 — в кв. 16 жил С. С. Карнович-Валуа[22].
- Дом № 43 — Невский политехнический лицей им. Неболсина.
- Дом № 49 — ОАО «Всероссийский научно-исследовательский институт целлюлозно-бумажной промышленности» (ВНИИБ)[23]. Выразительное здание в стиле «сталинского неоклассицизма» было построено в 1957 году по проекту Бориса Журавлёва и потенциально может получить статус объекта культурного наследия. В 2019 году новый собственник получил разрешение на снос здания ради строительства многоэтажного жилого дома. Новость об этом вызвала широкий резонанс, развернулась общественная кампания по сохранению здания, в которую вошли ВООПиИК, «Живой город», эксперты и простые горожане[24][25][26]. КГИОП отказывается вносить дом в охранный список[27] даже после приостановки Куйбышевским судом разрешения на снос[28]. В 2021 году владеющее участком ООО «Специализированный застройщик 2-й Муринский» заявило о намерении сохранить здание, встроив в него новые объёмы[29]. Весной 2021-го девелопер подал в Арбитражный суд Петербурга и Ленобласти иск о признании незаконным отказа в начале строительных работ, однако проиграл дело[30]. В феврале 2023 года Городской суд Петербурга признал законным отказ КГИОП включить здание в список выявленных объектов культурного наследия[31]. 29 декабря 2023 года КГИОП опубликовал распоряжение об отказе во включении здания в перечень выявленных объектов культурного наследия со ссылкой на решение комиссии с участием членов Совета по сохранению культурного наследия при Правительстве Санкт‑Петербурга, заявив также, что ограничивает возможность повторного выявления в качестве объекта, обладающего признаками культурно-исторической ценности[32]. Однако 18 июня 2024 года Куйбышевский суд Петербурга удовлетворил требование градозащитников и обязал КГИОП повторно рассмотреть заявление о включении здания в реестр выявленных памятников[33].